# Maurílio Teixeira-Leite Penido

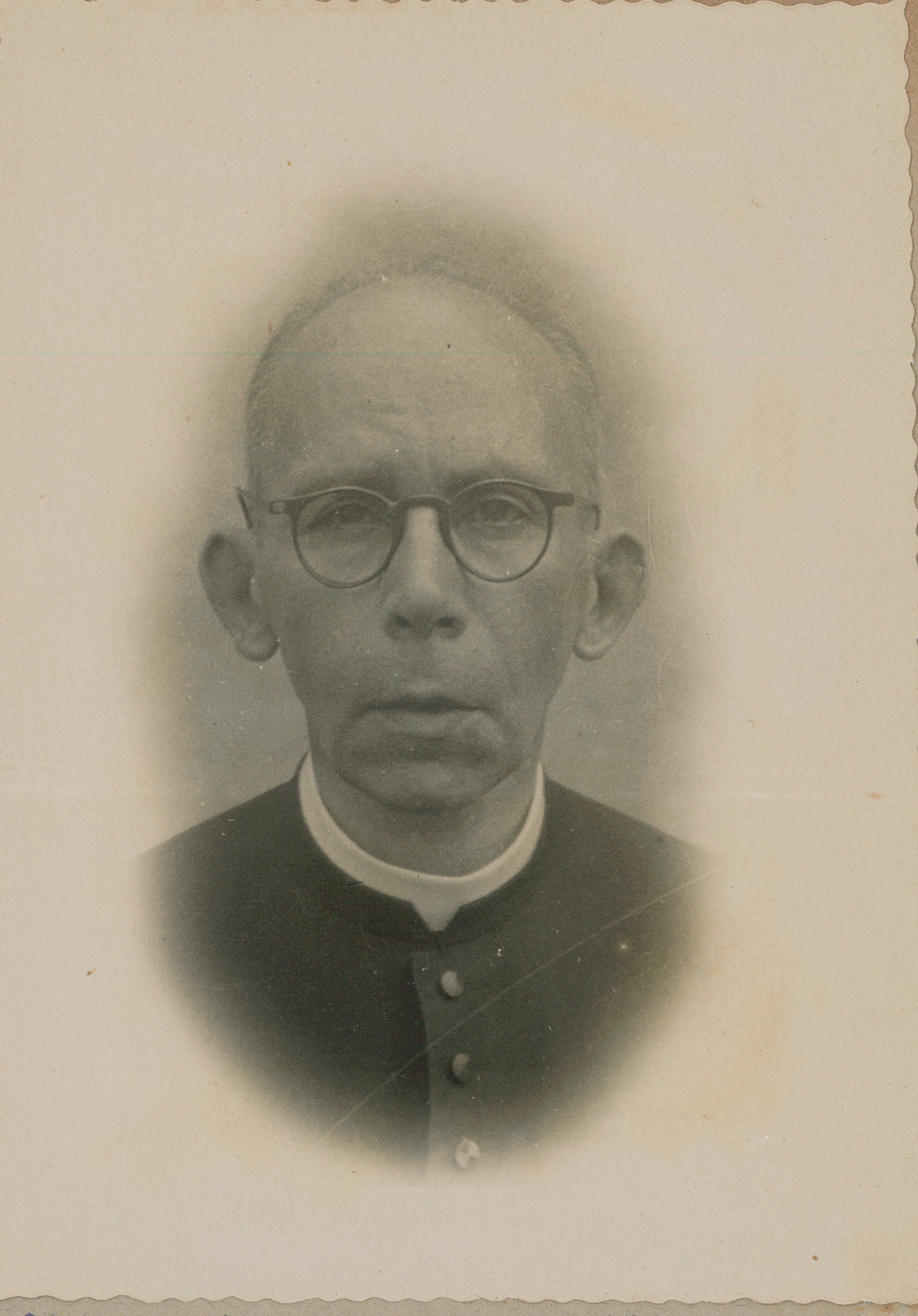
Mons. Maurílio Teixeira-Leite Penido

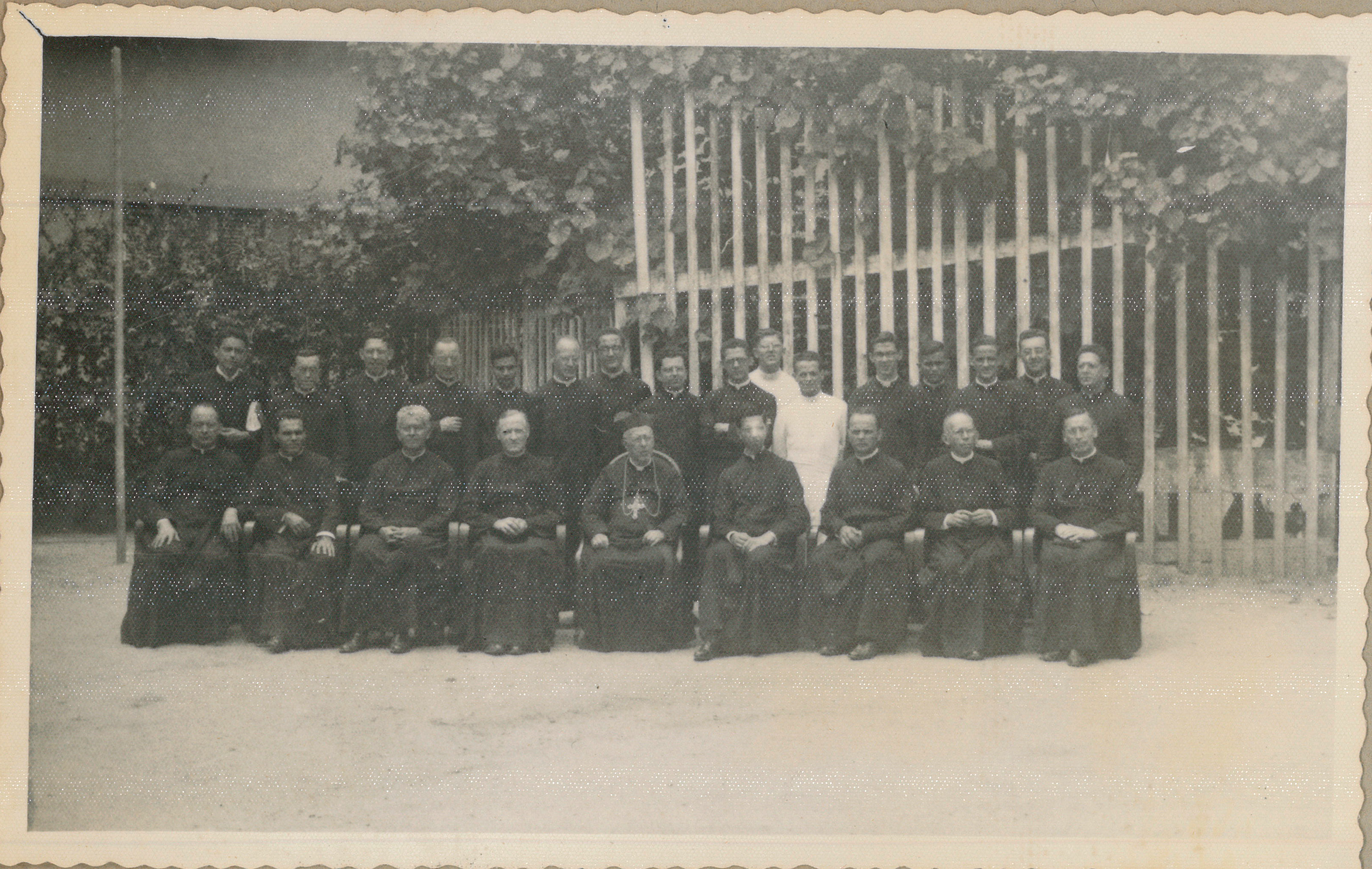
Mons. Maurílio (sentado, segundo da direita para a esquerda) reundido com o corpo docente do Seminário São José do Rio de Janeiro e o Cardeal D. Jaime de Barros Câmara

Padre Maurílio Teixeira-Leite Penido (Petrópolis, 2 de novembro de 1895 — Seminário Arquidiocesano São José, no Rio de Janeiro, 23 de junho de 1970) foi um sacerdote, filósofo e teólogo católico brasileiro.
Nascido de duas famílias abastadas, uma de Juiz de Fora, outra de Petrópolis, o padre Penido cedo foi morar na França com sua mãe. Bacharel em letras pela Sorbone em 1913, onde ouviu conferências de Henri Bergson, seguiu no ano seguinte para Roma onde estudou filosofia na Universidade Gregoriana. Continuou seus estudos de teologia na Universidade de Freiburg, na Suiça onde depois seria professor. Foi um severo crítico do filósofo Henri Bergson, um admirador do Cardeal convertido do anglicanismo John Henry Newman e do místico e doutor da Igreja São João da Cruz. Sua obra é citada por autores como Yves Congar, Regis Jolivet, René Guénon e Jacques Maritain, o qual diz ser um dos livros de Penido, Deus no bergsonismo, “daqueles que se leem com apaixonado interesse”.

## Livros publicados
- O Corpo Místico: Comentário à Encíclica Mystici Corporis Christi. Editora Vozes. Petrópolis, RJ, 1944.
- A Função da Analogia na Teologia Dogmática. Editora Vozes Limitada. Petrópolis, R.J. 1946
- Deus no Bergsonismo. 1993. ISBN 8574301418
- Le methode de Bergson. 1993.
- O Cardeal Newman. 1994. ISBN 6588257317
- O Itinerário Místico de São João da Cruz. Rio de Janeiro: Diadorim. 1995.
- O Mistério de Cristo, 2015. ISBN 8569098006